# Rissne (métro de Stockholm)
Rissne est une station de la Ligne T10 (Blå Linjen/Ligne Bleue) du métro de Stockholm. La station est située dans le quartier de Rissne à Sundbyberg. La distance entre Rissne et l'un des deux terminus de la ligne, Kungsträdgården est de 10,4 kilomètres. La station fut inaugurée le 19 août 1985. La station est située à environ 25-40 mètres sous terre.
La décoration artistique est une chronologie manuscrite des événements historiques depuis l'an 3000 av. J.-C. à 1985 ; elle fut réalisée par Madeleine Dranger et Rolf H Reimers.

## Situation sur le réseau

Plan du métro.

Établie en souterrain, la station Rissne de la branche Hjulsta de la ligne Bleue, est située entre la station Rinkeby, en direction du terminus ouest Hjulsta,  et la station Duvbo, en direction du terminus est : Kungsträdgården.
C'est une station de passage de la branche Hjulsta de la ligne T10 du métro de Stockholm, qui dessert les stations entre Hjulsta et Kungsträdgården.